# Mopsella klunzingeri
Mopsella klunzingeri is een zachte koraalsoort uit de familie Melithaeidae. De koraalsoort komt uit het geslacht Mopsella. Mopsella klunzingeri werd in 1908 voor het eerst wetenschappelijk beschreven door Kükenthal. 